# Teoh Kai Chen
Teoh Kai Chen (1º novembre 2000) è un giocatore di badminton australiano.

## Palmarès
- Campionati oceaniani

Ballarat 2020: bronzo nel doppio maschile.
Melbourne 2022: bronzo nel doppio maschile.